# Кабесас, Бриан
Бри́ан Альфре́до Кабе́сас Сегу́до (исп. Bryan Alfredo Cabezas Segura ; родился 20 марта 1997 года в Кеведо, Эквадор) — футболист, вингер «Атлетико Сармьенто» и сборной Эквадора.

## Клубная карьера

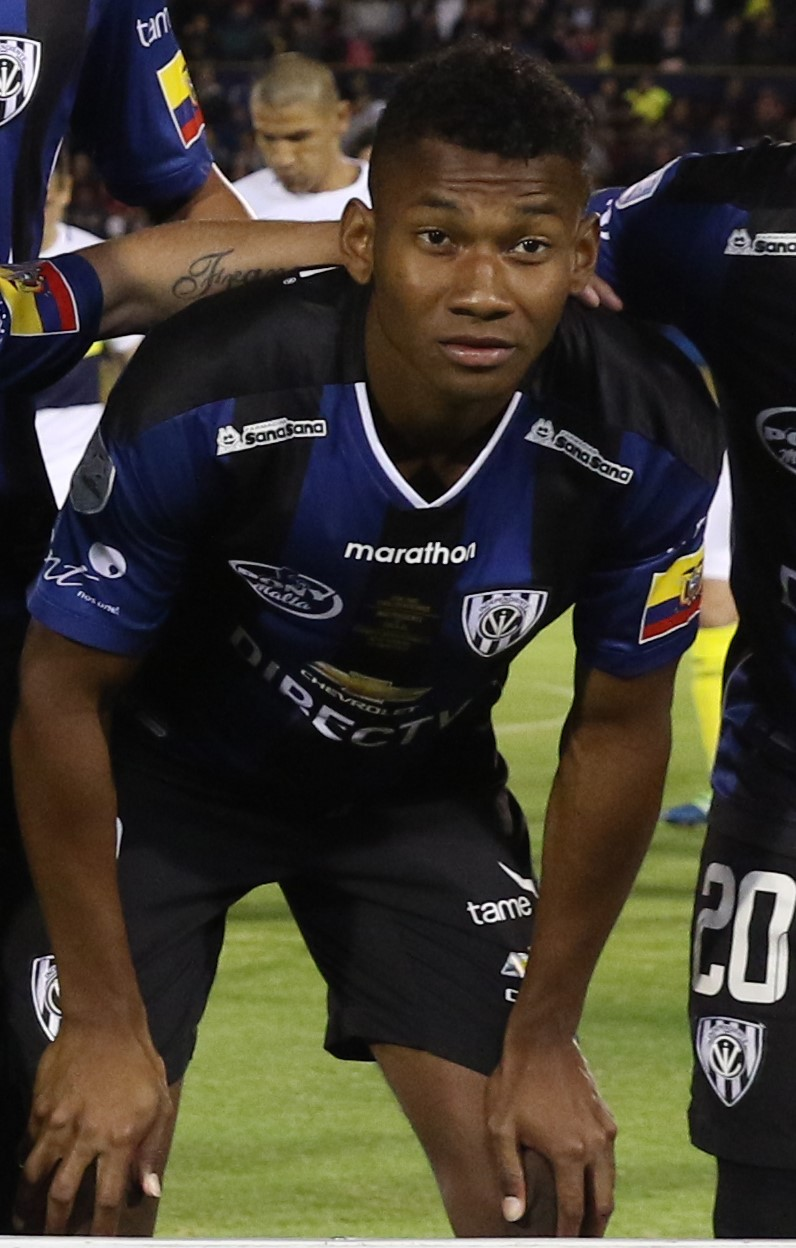
Кабесас в составе «Индепендьенте дель Валье»

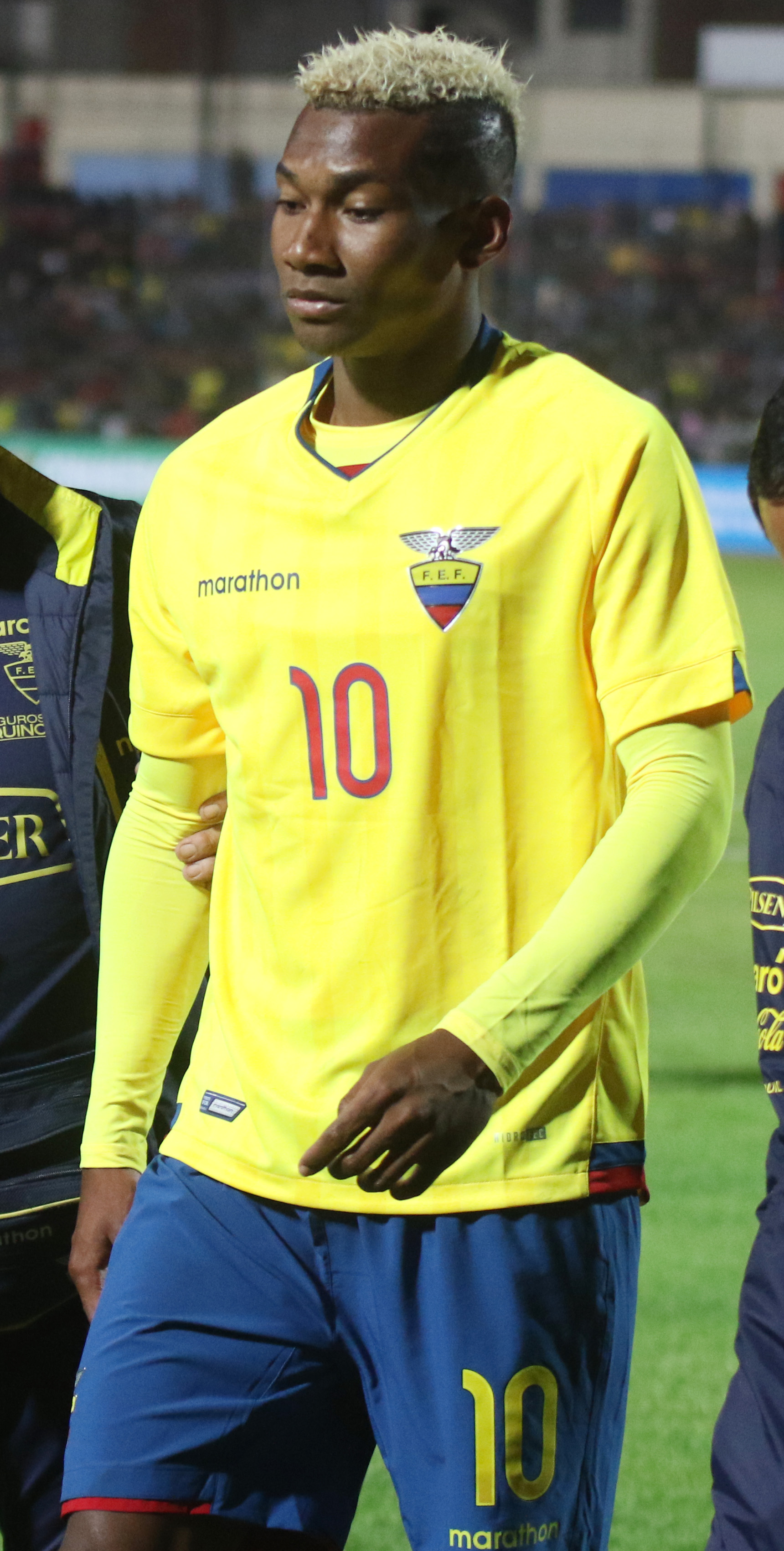
Кабесас в составе молодёжной сборной Эквадора

Кабесас — воспитанник клуба «Индепендьенте дель Валье». 15 декабря 2012 года в матче против ЛДУ Лоха он дебютировал в эквадорской Примере. 16 февраля 2015 года в поединке против «Барселоны» из Гуаякиль Бриан забил свой первый голы за «Индепендьенте». В 2016 году в матчах Кубка Либертадорес против бразильского «Атлетико Минейро» и аргентинского «Бока Хуниорс» Кабесас забил три гола и помог команде впервые в истории выйти в финал турнира.
Летом 2016 года Бриан перешёл в итальянскую «Аталанту», подписав контракт на пять лет. 15 апреля 2017 года в матче против «Ромы» он дебютировал в итальянской Серии A.
Летом 2017 года Кабесас для получения игровой практики на правах аренды перешёл в греческий «Панатинаикос». 20 августа в матче против «Платаньяса» он дебютировал в греческой Суперлиге. В начале 2018 года Кабеса был отдан в аренду в «Авеллино 1912». 24 февраля в матче против «Новары» он дебютировал в итальянской Серии B. Летом того же года Бриан на правах аренды присоединился к бразильскому «Флуминенсе».

## Международная карьера
В 2013 году Кабесас принял участие в юношеском чемпионате Южной Америки в Аргентине. На турнире он сыграл в поединках против команд Аргентины, Венесуэлы, Колумбии и Парагвая.
В 2017 года Кабесас в составе молодёжной сборной Эквадора завоевал серебряные медали домашнего молодёжного чемпионата Южной Америки. На турнире он сыграл в матчах против команд Чили, Парагвая, Венесуэлы, Уругвая, Аргентина, а также дважды Колумбии и Бразилии. Бриан забил пять мячей и вместе с Лаутаро Мартинесом, Родриго Амаралем и Марсело Торресом стал лучшим бомбардиром турнира.
В том же году Кабесас принял участие в молодёжном чемпионате мира в Южной Корее. На турнире он сыграл в матчах против команд США, Саудовской Аравии и Сенегала. В поединке против американцев Бриан сделал «дубль».
23 февраля 2017 года в товарищеском матче против сборной Гондураса Кабесас дебютировал за сборную Эквадора.

## Достижения
Командные
 «Индепендьенте дель Валье»
- Финалист Кубка Либертадорес — 2016

Международные
 Эквадор (до 20)
- Чемпионат Южной Америки по футболу среди молодёжных команд — 2017 — 2-е место

Индивидуальные
- Лучший бомбардир Молодёжного чемпионата Южной Америки (5 мячей) — 2017